# 라파 마린
라파엘 마린 사모라(스페인어: Rafael Marín Zamora, 2002년 5월 19일 ~ )는 스페인의 축구 선수이다. 그의 포지션은 중앙 수비수로, 현재 세리에 A의 나폴리에서 활약하고 있다.

## 클럽 경력

### 레알 마드리드
2021년 5월 2일, 마린은 3-1로 이긴 바다호스와의 경기에서 교체 투입되어 카스티야 소속으로 데뷔전을 치렀다. 이후 2021년 12월 22일, 그는 2-1로 이긴 아틀레틱 빌바오와의 라리가 경기에서 1군에 처음으로 소집되어 벤치에 앉았다.

#### 알라베스 (임대)
2023년 7월 28일, 마린은 2024년 6월 30일까지 알라베스로 한 시즌 임대되었다.